# Крейґ Лінколн
Крейґ Лінколн (англ. Craig Lincoln, 7 жовтня 1950) — американський стрибун у воду.
Призер Олімпійських Ігор 1972 року.
Призер Панамериканських ігор 1971 року.